# Mitromorpha engli
Mitromorpha engli é uma espécie de gastrópode do gênero Mitromorpha, pertencente a família Mitromorphidae.